# Án lệ 13/2017/AL
Án lệ 13/2017/AL về hiệu lực thanh toán của thư tín dụng (L/C) trong trường hợp hợp đồng mua bán hàng hóa quốc tế là cơ sở của L/C bị hủy bỏ hay Án lệ thư tín dụng là án lệ công bố thứ 13 thuộc lĩnh vực kinh doanh thương mại của Tòa án nhân dân tối cao tại Việt Nam, được Hội đồng Thẩm phán Tòa án nhân dân tối cao thông qua, Chánh án Tối cao Nguyễn Hòa Bình ra quyết định công bố ngày 28 tháng 12 năm 2017 và có hiệu lực cho tòa án các cấp trong cả nước nghiên cứu, áp dụng trong xét xử từ ngày 15 tháng 2 năm 2018. Án lệ 13 dựa trên nguồn là Quyết định giám đốc thẩm số 17 ngày 10 tháng 11 năm 2016 của Hội đồng Thẩm phán Tòa án nhân dân tối cao về vụ án kinh doanh, thương mại tranh chấp hợp đồng mua bán hàng hóa tại Thành phố Hồ Chí Minh, nội dung xoay quanh thư tín dụng (L/C); Quy tắc và Thực hành thống nhất Tín dụng chứng từ (UCP 600); tập quán thương mại quốc tế; hợp đồng mua bán hàng hóa quốc tế và mối quan hệ dẫn tới hủy bỏ hợp đồng.
Trong vụ việc, nguyên đơn là Công ty Phát Huy đến từ Việt Nam giao kết mua bán mặt hàng là hạt điều thô với bị đơn là Công ty Ms Nami đến từ Bờ Biển Ngà. Đây là một hợp đồng mua bán hàng hóa quốc tế vận tải trên đường biển, tiến hành áp dụng hình thức thanh toán quốc tế theo dạng thư tín dụng của tập quán quốc tế phổ biến. Trong quá trình tiến hành hợp đồng, hạt điều được vận chuyển tới cảng biển ở Việt Nam, nguyên đơn thanh toán thông qua ngân hàng phát hành tín dụng Eximbank và ngân hàng chiết khấu chứng từ N Singapore. Cũng trong hoàn cảnh này, với việc phát hiện hàng hóa không đạt chuẩn như thỏa thuận, nguyên đơn khởi kiện, tuy nhiên trong một thời gian dài không được hồi đáp từ Bờ Biển Ngà, kéo theo các thiệt hại từ đương sự bên thứ ba. Hợp đồng bị tuyên hủy, nguyên đơn thắng kiện nhưng không hoàn toàn giải quyết được khúc mắc giao dịch quốc tế, vụ án được chọn làm nguồn án lệ để xem xét hiệu lực của thư tín dụng, khẳng định sự biệt lập của thanh toán L/C với hợp đồng mua bán.

## Tóm lược vụ án
Năm 2011, Công ty trách nhiệm hữu hạn một thành viên Thương mại dịch vụ Phát Huy (gọi tắt là Bên mua, Phát Huy) có trụ sở tại tỉnh Đồng Nai, Việt Nam đã giao kết hợp đồng mua bán hàng hóa quốc tế với Công ty trách nhiệm hữu hạn Ms Nami Commodities (tức Ms Nami Commodities Ltd, gọi tắt là Bên bán, Ms Nami) có trụ sở tại Bờ Biển Ngà. Hàng hóa được mua là 1.000 tấn hạt điều Bờ Biển Ngà, với giá cả là 1.385.500 USD, thanh toán thông qua thư tín dụng (L/C), với Ngân hàng thương mại cổ phần Xuất Nhập Khẩu Việt Nam (gọi tắt: Eximbank) là ngân hàng phát hành, Ngân hàng N Singapore (gọi tắt: N Singapore) là ngân hàng chiết khấu, theo các tập quán thuộc Quy tắc và Thực hành thống nhất Tín dụng chứng từ.
Sau đó, Bên bán đã tiến hành vận tải hàng hóa từ Bờ Biển Nga tới Việt Nam, giao hàng đến tay Bên mua vào tháng 8 năm 2011. Trong quá trình này, Bên mua yêu cầu phát hành thư tín dụng rồi thực hiện việc kiểm tra chất lượng hàng hóa thông qua hãng Vinacontrol, phát hiện hàng hóa không đạt tiêu chuẩn như thỏa thuận. Bên mua liên hệ lại với Bên bán nhưng không được trả lời, việc thanh toán đã được thực hiện bằng việc hối phiếu. Từ đây, nguyên đơn là Bên mua khởi kiện bị đơn là Bên bán tới Tòa án nhân dân Thành phố Hồ Chí Minh với yêu cầu Tòa án hủy bỏ hợp đồng, hủy nghĩa vụ thanh toán thư tín dụng và hoàn trả tiền đã thanh toán. Trong quá trình tố tụng, Bên bán không hồi âm cũng như không xuất hiện, vấn đề phát sinh từ quyền lợi của những đương sự liên quan là Eximbank, ngân hàng phát hành thư tín dụng và N Singapore, ngân hàng chiết khấu liên quan tới quyết định áp dụng biện pháp khẩn cấp tạm thời số của Tòa án nhân dân Thành phố Hồ Chí Minh.

## Xét xử các giai đoạn
Ngày 15 tháng 9 năm 2011, Công ty trách nhiệm hữu hạn một thành viên A với người đại diện hợp pháp là Mai Thị Tuyết N (gọi tắt: Luật sư N) đã đệ đơn khởi kiện Công ty trách nhiệm hữu hạn B; người có quyền lợi, nghĩa vụ liên quan gồm Ngân hàng Thương mại cổ phần Eximbank (do Hứa Anh K làm đại diện theo ủy quyền) và Ngân hàng N Singapore (do Nguyễn Thị V làm đại diện theo ủy quyền). Tòa án nhân dân Thành phố Hồ Chí Minh đã thụ lý vụ án và giải quyết tranh chấp.

### Trình bày của nguyên đơn

#### Hợp đồng
Tại đơn khởi kiện ban đầu và đơn khởi kiện sửa đổi bổ sung và quá trình tố tụng, nguyên đơn là Bên mua do Luật sư N trình bày rằng: ngày 7 tháng 6 năm 2011, Bên mua và Bên bán có ký hợp đồng mua bán hàng hóa quốc tế (gọi tắt: Hợp đồng AB). Theo nội dung Hợp đồng AB, Bên mua mua hạt điều thô nguồn gốc Bờ Biển Ngà, số lượng là 1.000 tấn với giá 1.385,50 USD/tấn theo phương thức thanh toán 98% L/C trả chậm trong vòng 90 ngày kể từ ngày giao hàng dựa trên vận tải đơn (B/L) theo tiêu chuẩn chất lượng dựa trên tỷ trọng nhân hạt điều và số lượng, độ ẩm. Về tỷ trọng, Bên mua thu hồi nhân hạt điều theo đơn vị 1 lbs/80 kg, yêu cầu phải đạt mức 47 lbs/80 kg và có quyền từ chối nhận hàng khi thu hồi dưới 45 lbs/80 kg. Số hạt tối đa là 205/kg; từ chối là 220 hạt/kg. Độ ẩm tối đa là 10; từ chối độ ẩm là trên 12%. Hàng hóa sẽ được Vinacontrol giám định chất lượng và khối lượng tại thời điểm giao hàng tại cảng đến là Thành phố Hồ Chí Minh. Phương thức thanh toán tín dụng chứng từ (L/C) trả chậm trong vòng 90 ngày. Ngày 7 tháng 7 năm 2011, Bên mua đã yêu cầu Eximbank chi nhánh Đồng Nai mở L/C trả chậm (gọi tắt: L/C số 1801) để Bên mua hoàn thiện thủ tục mua lô hàng từ Bên bán.

#### Nhận hàng và kiểm định

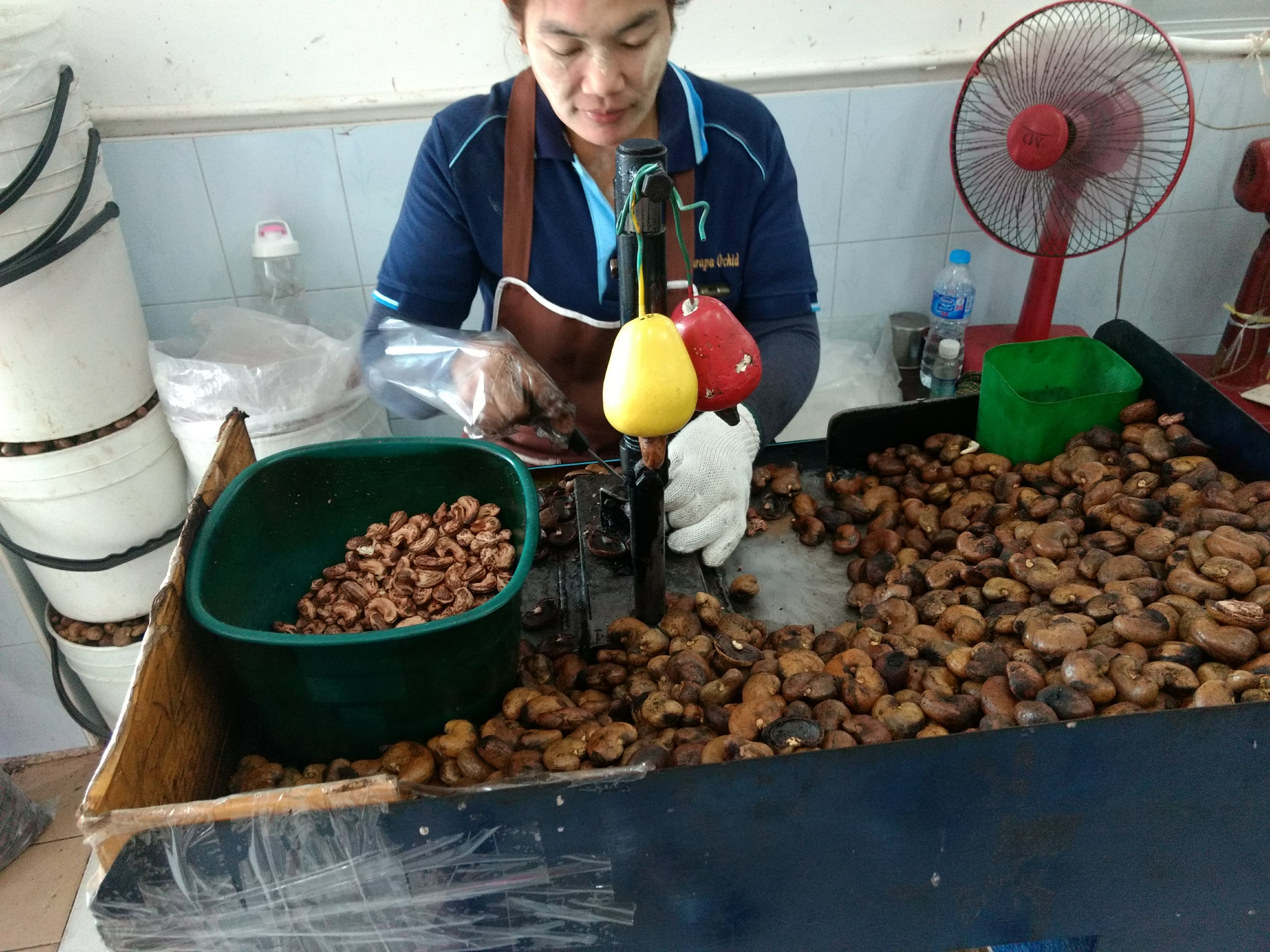
Ảnh mô tả về việc phân tách nhân hạt điều.

Sau khi nhận hàng, Bên mua đã kiểm tra lại chất lượng và khối lượng lô hàng tại cảng dỡ hàng là cảng Cát Lái, Thành phố Hồ Chí Minh với sự giám sát của Vinacontrol thì phát hiện hàng hóa của Bên bán không đảm bảo chất lượng. Cụ thể theo hai chứng thư của Vinacontrol giám định về khối lượng, phẩm chất và tình trạng hàng hóa thì kết quả giám định thể hiện tỷ lệ bình quân nhân thu hồi hạt điều cho hai lần cắt mẫu hạt điều là 37,615 1bs/80 kg (tỷ lệ này quá thấp so với điều kiện để từ chối gần 10 1bs). Nguyên đơn cho rằng đây là chứng cứ cho việc gian lận thương mại, Bên mua đã nhiều lần cố gắng liên lạc với Bên bán để giải quyết vấn đề phát sinh về chất lượng lô hàng hạt điều nhập khẩu nhưng không nhận được bất cứ phản hồi nào từ phía Bên bán.
Do đó, Bên mua nộp đơn khởi kiện đến Tòa án nhân dân Thành phố Hồ Chí Minh yêu cầu Tòa án buộc Bên bán nhận lại lô hàng hạt điều 1.000 tấn vì chất lượng nhân thu hồi nằm trong điều kiện từ chối nhận hàng của Hợp đồng là dưới 45 lbs, không đồng ý thanh toán tiền mua hàng, đồng thời yêu cầu Tòa án áp dụng biện pháp khẩn cấp tạm thời buộc Eximbank tạm ngưng thanh toán cho Bên bán số tiền 1.313.308,85 USD của L/C số 1801 theo cam kết thanh toán của Bên mua cho đến khi có quyết định khác của Tòa án.

#### Tranh tụng
Ngày 12 tháng 8 năm 2013, Bên mua đã đóng tiền tạm ứng án phí cho yêu cầu khởi kiện bổ sung là yêu cầu hủy bỏ Hợp đồng AB, đồng thời yêu cầu hủy bỏ L/C số 1801. Tại phiên tòa sơ thẩm, nguyên đơn đề nghị: hủy bỏ Hợp đồng AB; buộc Bên bán phải đến kho Bên mua tại địa chỉ ấp C2, Quốc lộ 1, xã Cẩm Đường, huyện Long Thành, tỉnh Đồng Nai ngay khi án có hiệu lực pháp luật để nhận lại toàn bộ lô hàng theo hợp đồng đã giao. Sau 30 ngày kể từ ngày bản án có hiệu lực pháp luật, nếu Bên bán không đến kho của Bên mua để nhận lại lô hàng thì Thi hành án có quyền bán lô hàng trên, để trả lại mặt bằng kho cho Bên mua. Nguyên đơn cũng yêu cầu hủy nghĩa vụ thanh toán của Bên mua đối với L/C số 1801 và yêu cầu Eximbank hoàn trả ngay số tiền ký quỹ để bảo đảm thanh toán L/C là 1.313.308,85 USD cho nguyên đơn; bên cạnh đó, yêu cầu Tòa án tiếp tục duy trì quyết định áp dụng biện pháp khẩn cấp tạm thời cho đến khi bản án phát sinh hiệu lực, đồng thời cho Bên mua nhận lại số tiền 1,5 tỷ đồng mà Bên mua đã thực hiện đảm bảo theo quyết định của Tòa tại Ngân hàng Thương mại Cổ phần Tiên Phong chi nhánh Phú Mỹ Hưng khi bản án phát sinh hiệu lực.

### Bị đơn và bên thứ ba
Trong suốt quá trình giải quyết tranh chấp, bị đơn là Bên bán có trụ sở ở Bờ Biển Ngà đã được Tòa án nhân dân Thành phố Hồ Chí Minh tống đạt hợp lệ văn bản triệu tập, thông báo khởi kiện và văn bản khác liên quan đến vụ án thông qua Bộ Tư pháp Việt Nam theo đúng quy định của Bộ luật Tố tụng dân sự, Luật Tương trợ tư pháp và thông tư liên tịch, nhưng Bên bán vẫn vắng mặt, không có ý kiến phản hồi. Lời khai, trình bày và tranh tụng trong vụ án do đó xoay quanh ngân hàng Eximbank và N Singapore.

#### Ngân hàng phát hành
Eximbank, ngân hàng phát hành thư tín dụng là bên có quyền lợi, nghĩa vụ liên quan đã trình bày rằng: theo yêu cầu của Bên mua, ngày 7 tháng 7 năm 2011, Eximbank chi nhánh Đồng Nai đã phát hành L/C số 1801. Nội dung bao gồm: giá trị L/C là 1.357.790 USD với mục đích nhập khẩu 1.000 tấn hạt điều thô từ Bờ Biển Ngà; ngân hàng thụ hưởng là N Singapore, người thụ hưởng là Bên mua. L/C trả chậm mở theo UCP 600, với điều khoản có thể xác nhận; biện pháp bảo đảm là bảo lãnh của bên thứ ba, tài sản bảo đảm là thẻ tiết kiệm. Các khoảng thời gian đáo hạn là ngày 29 tháng 9 năm 2011, thanh toán 961.813,66 USD; và ngày 17 tháng 10 năm 2011, thanh toán 351.495,19 USD. Sau khi nhận được bộ chứng từ hợp lệ, Bên mua đã ký nhận thanh toán đủ giá trị và đúng hạn đối với L/C. Căn cứ xác nhận của Bên mua, Eximbank chi nhánh Đồng Nai đã ký chấp nhận hối phiếu. Trên cơ sở đã xác nhận L/C, căn cứ vào tình trạng bộ chứng từ, N Singapore đã chiết khấu miễn truy đòi cho Bên bán đối với ba bộ chứng từ trị giá 1.313.308,85 USD vào ngày 25 tháng 7, 28 tháng 7 và 08 tháng 8 năm 2011.
Theo nội dung L/C đã phát hành thì L/C được chi phối và áp dụng theo UCP 600. Theo quy định của UCP 600, Eximbank với tư cách là Ngân hàng phát hành cam kết thanh toán dựa trên bộ chứng từ và cam kết thanh toán, đồng nghĩa với việc Bên mua đã thanh toán cho Bên bán. Căn cứ bộ chứng từ hợp lệ và chấp nhận thanh toán của Bên mua, Eximbank đã ký chấp nhận hối phiếu. N Singapore đã chiết khấu miễn truy đòi Bên bán đối với ba bộ chứng từ của L/C nêu trên. Từ những điều đã trình bày, Eximbank không đồng ý với yêu cầu của nguyên đơn về việc yêu cầu Tòa án hủy bỏ thư tín dụng và yêu cầu buộc Eximbank hoàn trả ngay số tiền ký quỹ là 1.313.308,85 USD cho nguyên đơn. Eximbank đề nghị Tòa án hủy bỏ ngay quyết định áp dụng biện pháp khẩn cấp trong vụ việc này để họ thanh toán cho N Singapore theo đúng thỏa thuận tại L/C.

#### Ngân hàng chiết khấu
N Singapore, ngân hàng chiết khấu bộ chứng từ thư tín dụng trình bày rằng: căn cứ Hợp đồng AB và L/C số 1801 thì N Singapore là ngân hàng chỉ định của Bên bán để thực hiện thư tín dụng đảm bảo thanh toán do Eximbank phát hành. Phù hợp với nội dung của UCP 600, N Singapore đã chiết khấu bộ chứng từ hợp lệ được xuất trình bởi Bên bán và đã thanh toán giá trị của thư tín dụng cho Bên bán vào các ngày 25 tháng 7, 28 tháng 7 năm 2011 và 08 tháng 8 năm 2011. Như vậy, N Singapore đã mua L/C số 1801 cùng các chứng từ có liên quan một cách hợp pháp và trở thành người thụ hưởng trực tiếp toàn bộ và bất cứ khoản thanh toán nào của thư tín dụng này. Sau khi bộ chứng từ được xuất trình theo đúng quy định của thư tín dụng nêu trên, Eximbank đã xác nhận chấp nhận bộ chứng từ và cam kết sẽ thanh toán cho N Singapore vào ngày 29 tháng 9 và 17 tháng 10 năm 2011, nhưng việc thanh toán đã không được tiến hành do Bên mua đề nghị và Tòa án đã ban hành quyết định áp dụng biện pháp khẩn cấp tạm thời ngày 23 tháng 9 năm 2011.
N Singapore yêu cầu Tòa án hủy bỏ ngay quyết định áp dụng biện pháp khẩn cấp tạm thời và yêu cầu Bên mua phải bồi thường thiệt hại gây ra cho N Singapore từ hành vi yêu cầu áp dụng biện pháp khẩn cấp tạm thời trái pháp luật khiến N Singapore không nhận được thanh toán giá trị thư tín dụng nêu trên từ Eximbank. Khoản tiền N Singapore yêu cầu bồi thường thiệt hại là khoản tiền lãi vay mà N Singapore phải trả dựa trên tổng số tiền phải thanh toán theo ba bộ chứng từ xuất trình phù hợp cho Eximbank tương ứng với thời gian chậm thanh toán được tính từ ngày đến hạn thanh toán theo cam kết của Eximbank đến ngày N Singapore nộp đơn yêu cầu tham gia tố tụng trong vụ kiện và dựa trên lãi suất vay USD không kỳ hạn của liên ngân hàng tại thời điểm nộp đơn (3,8%/12 tháng). Tổng số tiền thiệt hại mà N Singapore yêu cầu Bên mua bồi thường là 33.270,49 USD tương đương 694.188.774 đồng.

### Phán quyết

#### Sơ thẩm
Ngày 7 tháng 4 năm 2014, tại số 131 đường Nam Kỳ Khởi Nghĩa, phường Bến Thành, Quận 1, Thành phố Hồ Chí Minh, phiên xét xử sơ thẩm ra phán quyết sau nhiều phiên đã diễn ra. Tòa án nhân dân Thành phố Hồ Chí Minh đã quyết định về vụ án dân sự này, rằng: hủy bỏ Hợp đồng AB giữa hai bên; buộc Bên bán trụ sở Bờ Biển Ngà nhận lại toàn bộ lô hàng hạt điều thô đã giao bán. Sau 30 ngày kể từ ngày bản án có hiệu lực pháp luật, nếu bị đơn không đến nhận lại lô hàng trên thì cơ quan Thi hành án có quyền bán phát mãi lô hàng theo quy định của pháp luật, trả lại mặt bằng kho cho nguyên đơn.
Về thư tín dụng, Tòa tuyên rằng L/C số 1801 do Eximbank phát hành không còn hiệu lực thanh toán, Eximbank không có nghĩa vụ thanh toán cho N Singapore. Tòa buộc Eximbank phải hoàn trả cho nguyên đơn tài sản bảo đảm cho việc thanh toán L/C là số tiền ký quỹ 1.313.308,85 USD. Tòa tiếp tục duy trì biện pháp khẩn cấp tạm thời và biện pháp bảo đảm cho đến khi bản án có hiệu lực pháp luật. Nguyên đơn được nhận lại toàn bộ số tiền 1,5 tỷ đồng ký quỹ trong tài khoản phong tỏa số 1022130.3441.012 tại TP Bank chi nhánh Phú Mỹ Hưng nguyên đơn đã thực hiện gửi tài sản đảm bảo. Tòa không chấp nhận yêu cầu của N Singapore đòi nguyên đơn phải bồi thường thiệt hại với số tiền là 33.270,49 USD. Ngoài ra, bản án còn tuyên về án phí, lãi suất trả chậm và thời hạn kháng cáo.

#### Phúc thẩm
Sau phán quyết sơ thẩm, vẫn không có hồi âm đến từ bị đơn tức Bên bán ở Bờ Biển Ngà. Ngày 21 tháng 4 năm 2014, Eximbank tức đương sự liên quan có đơn kháng cáo toàn bộ nội dung bản án kinh doanh thương mại sơ thẩm nêu trên. Đến ngày 18 tháng 8 năm 2014, Tòa Phúc thẩm Tòa án nhân dân tối cao tại Thành phố Hồ Chí Minh thụ lý vụ án. Sau đó, ngày 29 tháng 5 năm 2015, Tòa Phúc thẩm ra quyết định tạm đình chỉ xét xử phúc thẩm để tiến hành thủ tục ủy thác tư pháp trong việc triệu tập bị đơn tức Bên bán tham gia phiên tòa phúc thẩm.
Ngày 1 tháng 6 năm 2015, Tòa án nhân dân cấp cao tại Thành phố Hồ Chí Minh được thành lập dựa trên Tòa Phúc thẩm Tòa án nhân dân tối cao tại Thành phố Hồ Chí Minh, đóng các vai trò và chức năng tương tự. Đến ngày 10 tháng 8 năm 2015, Tòa cấp cao quyết định đưa vụ án ra xét xử phúc thẩm. Ngày 26 tháng 8 năm 2015, Tòa cấp cao ra quyết định: đình chỉ xét xử phúc thẩm vụ án kinh doanh thương mại về việc tranh chấp hợp đồng mua bán hàng hóa; bản án kinh doanh thương mại sơ thẩm của Tòa án nhân dân Thành phố Hồ Chí Minh có hiệu lực pháp luật kể từ ngày 26 tháng 8 năm 2015. Ngoài ra, Tòa án còn quyết định về án phí. Từ quyết định này, bản án sơ thẩm được giữ nguyên.

### Kháng nghị
Ngày 10 tháng 9 năm 2015, bên có quyền lợi và nghĩa vụ liên quan Eximbank có đơn đề nghị Chánh án Tòa án nhân dân tối cao Nguyễn Hòa Bình xem xét bản án kinh doanh thương mại sơ thẩm và quyết định đình chỉ xét xử phúc thẩm của Tòa án nhân dân cấp cao tại Thành phố Hồ Chí Minh nêu trên theo thủ tục giám đốc thẩm; đề nghị Hội đồng Thẩm phán Tòa án nhân dân tối cao xét xử giám đốc thẩm hủy quyết định đình chỉ xét xử phúc thẩm này, và hủy bản án kinh doanh thương mại sơ thẩm của Tòa án nhân dân Thành phố Hồ Chí Minh; giao hồ sơ vụ án cho Tòa án nhân dân Thành phố Hồ Chí Minh xét xử lại theo thủ tục sơ thẩm đúng quy định của pháp luật.

## Giám đốc thẩm
Ngày 10 tháng 11 năm 2016, với yêu cầu kháng nghị của Chánh án Tối cao và sự nhất trí của Viện Kiểm sát, Hội đồng Thẩm phán tối cao đã mở phiên xét xử giám đốc thẩm tại trụ sở tòa ở số 48 đường Lý Thường Kiệt, quận Hoàn Kiếm, Hà Nội. Tại phiên tòa giám đốc thẩm, đại diện Viện kiểm sát nhân dân tối cao đề nghị Hội đồng Thẩm phán Tòa án nhân dân tối cao chấp nhận kháng nghị của Chánh án Tòa án nhân dân tối cao, hủy quyết định đình chỉ phúc thẩm, huỷ bản án sơ thẩm nêu trên.

### Nhận định của tòa án

#### Hiệu lực hợp đồng
Nhận định của Hội đồng Thẩm phán Tòa án nhân dân tối cao, Quyết định 17/2016/KDTM-GĐT.
Trong phiên giám đốc thẩm, Hội đồng Thẩm phán có những nhận định về vụ án. Nguyên đơn và bị đơn có ký Hợp đồng AB về mua bán hạt điều với phương thức thanh toán 98% L/C trả chậm trong vòng 90 ngày, kể từ ngày giao hàng dựa trên vận đơn. Thực hiện hợp đồng nêu trên, nguyên đơn đã yêu cầu và nộp số tiền ký quỹ là 1.313.308,85 USD để Eximbank phát hành L/C số 1801. Khi hàng về đến cảng, việc giám định phẩm chất và chất lượng hàng hóa được tiến hành theo quy định trong hợp đồng, chứng thư xác định tỷ lệ nhân hạt điều thu hồi cho hai lần cắt mẫu lần lượt là 38,2 lbs/80 kg và 37,03 lbs/80 kg. Do tỷ lệ nhân hạt điều thu hồi thấp hơn so với thỏa thuận, nên Bên mua đã khiếu nại bằng hình thức gửi email cho Bên bán nhưng Bên bán không hợp tác. Vì vậy, Bên mua khởi kiện yêu cầu hủy Hợp đồng AB, trả lại toàn bộ lô hàng cho Bên bán và hủy bỏ nghĩa vụ thanh toán theo L/C số 1801 do Eximbank phát hành ngày, và yêu cầu Eximbank hoàn trả lại số tiền ký quỹ.
Căn cứ vào các tài liệu, chứng cứ có trong hồ sơ vụ án, thấy rằng: hình thức và nội dung của Hợp đồng AB không vi phạm quy định của pháp luật, phù hợp với các quy định tại về quyền, nghĩa vụ của các bên trong hợp đồng mua bán hàng hóa quốc tế; hai bên thỏa thuận khi có tranh chấp áp dụng pháp luật Việt Nam để giải quyết. Quá trình giải quyết, Tòa án cấp sơ thẩm đã thực hiện đúng thủ tục ủy thác tư pháp trong việc triệu tập bị đơn, thông báo cho bị đơn biết yêu cầu khởi kiện của nguyên đơn; đồng thời, yêu cầu bị đơn gửi văn bản cho biết ý kiến của bị đơn về yêu cầu khởi kiện; mặc dù bị đơn đã nhận được các văn bản triệu tập và thông báo này nhưng bị đơn không có ý kiến phản đối với yêu cầu khởi kiện của nguyên đơn.
Căn cứ vào các chứng cứ, Hội đồng Thẩm phán Tòa án nhân dân tối cao đồng ý với việc Hợp đồng AB bị vô hiệu do vi phạm cơ bản. Tuy nhiên, khi giải quyết hậu quả pháp lý của việc hủy bỏ hợp đồng, Tòa án cấp sơ thẩm chưa giải quyết việc buộc Bên bán phải trả lại tiền đã nhận (nếu có) và bồi thường thiệt hại cho Bên mua là chưa giải quyết đúng vụ án.

#### Thư tín dụng
Nhận định của Hội đồng Thẩm phán Tòa án nhân dân tối cao, Quyết định 17/2016/KDTM-GĐT.
Đối với vấn đề về thư tín dụng, với yêu cầu của Bên mua, Eximbank đã mở L/C số 1801 như trình bày [nêu trên], bên cạnh đó là đặc điểm hình thức của chứng từ là không hủy ngang; quy tắc áp dụng là UCP phiên bản mới nhất. Sau đó, Eximbank đã nhận được bộ chứng từ đòi tiền từ N Singapore, với tổng giá trị 1.313.308,85 USD, cụ thể là bộ chứng từ 961.813,66 USD, đáo hạn ngày 29 tháng 9; bộ chứng từ 312.517,11 USD, đáo hạn ngày 17 tháng 10; và bộ chứng từ 38.978,08 USD, đáo hạn ngày 17 tháng 10, tất cả trong năm 2011. Sau khi nhận được các bộ chứng từ phù hợp với điều kiện L/C, Eximbank đã gửi công văn và các bộ chứng từ cho Bên mua và được Bên mua xác nhận đã nhận đủ chứng từ và cam kết thanh toán đủ trị giá, đúng hạn như trên; trên cơ sở đó, Eximbank đã điện báo chấp nhận thanh toán hối phiếu vào ngày đáo hạn của các bộ chứng từ nêu trên cho N Singapore.
Theo quy định pháp luật Việt Nam về thanh toán chứng từ, thì việc mở thư tín dụng theo tập quán quốc tế, thực hiện theo thủ tục chung từ ICC là đúng quy định. Mặt khác, tại thư đề nghị mở L/C của Bên mua có thỏa thuận: quy tắc áp dụng là UCP phiên bản mới nhất, quy định rõ ràng các vấn đề về định nghĩa, bản chất, và ràng buộc. Như vậy, theo đơn đề nghị mở L/C của Bên mua và nội dung L/C đã phát hành thì L/C số 1801 là một giao dịch riêng biệt đối với Hợp đồng AB; được chi phối và áp dụng theo UCP 600. Theo quy định của UCP 600, Eximbank với tư cách là ngân hàng phát hành phải thanh toán khi xác định bộ chứng từ xuất trình là phù hợp tại ngân hàng. Về bộ chứng từ của L/C nêu trên quy định: bộ chứng từ bao gồm giấy chứng nhận trọng lượng và chất lượng được giám định viên độc lập cấp (không quy định hàng hóa phải được kiểm định lại tại cảng đến bởi một cơ quan kiểm định nào). Trong bộ chứng từ xuất trình đã có giấy chứng nhận này, là phù hợp với quy định L/C; đồng thời, Bên mua đã ký chấp nhận bộ chứng từ và cam kết thanh toán đủ giá trị, đúng hạn, nhưng Tòa án cấp sơ thẩm lại căn cứ vào kết luận giám định của Vinacontrol Thành phố Hồ Chí Minh (tại cảng đến) để kết luận bộ chứng từ không hợp lệ là không đúng với quy định tại L/C và cam kết của Bên mua.
Về ngân hàng chiết khấu: quá trình giải quyết vụ án, N Singapore cho rằng đã chiết khấu bộ chứng từ hợp lệ và thanh toán cho Bên bán, đồng thời xuất trình các thông báo chiết khấu hóa đơn xuất khẩu để minh chứng cho việc đã thanh toán tiền cho Bên bán. Tuy nhiên, ngoài tài liệu này, N Singapore không xuất trình được bất kỳ tài liệu, giấy tờ nào khác thể hiện việc đã thanh toán tiền cho Bên bán. Trong trường hợp này, lẽ ra Tòa án cấp sơ thẩm phải thu thập đầy đủ tài liệu, chứng cứ để xác định việc chiết khấu chứng từ của N Singapore.

#### Tố tụng các cấp
Sau khi xét xử sơ thẩm, Eximbank kháng cáo toàn bộ bản án sơ thẩm nêu trên. Tòa án cấp phúc thẩm đã ra quyết định đưa vụ án ra xét xử và tống đạt giấy triệu tập đương sự tham gia phiên tòa vào các ngày 25 tháng 9, ngày 27 tháng 10, ngày 31 tháng 10 năm 2014, và ngày 16 tháng 4 năm 2015 nhưng các phiên tòa này đều hoãn vì các lý do khác nhau như: vắng mặt đương sự, vắng mặt đại diện Viện kiểm sát, cần thời gian thực hiện ủy thác tư pháp. Ngày 19 tháng 8 năm 2015, Eximbank nhận được Giấy triệu tập tham dự phiên tòa nêu trên; đến ngày 24 tháng 8, Eximbank có đơn xin hoãn phiên tòa với lý do người đại diện theo ủy quyền là Hứa Anh K đang đi công tác. Tại phiên tòa ngày 26 tháng 8, Tòa án cấp phúc thẩm không chấp nhận đơn xin hoãn phiên tòa của Eximbank mà cho rằng Eximbank (người kháng cáo) đã được triệu tập hợp lệ lần thứ hai nhưng vẫn vắng mặt, từ đó ra quyết định đình chỉ xét xử phúc thẩm.
Việc Tòa cấp cao ra quyết định đình chỉ xét xử phúc thẩm [nêu trên] là không đúng quy định của pháp luật. Như vậy, do có quyết định tạm đình chỉ vụ án trên, nên khi Tòa án cấp phúc thẩm tiếp tục xét xử phúc thẩm vụ án thì thời hạn chuẩn bị xét xử phúc thẩm bắt đầu được tính lại kể từ ngày Tòa cấp phúc thẩm ra quyết định đưa vụ án ra xét xử (tức là ngày 10 tháng 8 năm 2015). Do đó, phiên tòa phúc thẩm ngày 26 tháng 8 năm 2015 mà người kháng cáo (Eximbank) vắng mặt thì đây được coi là người kháng cáo được Tòa án triệu tập hợp lệ lần thứ nhất mà vắng mặt, thì dù có lý do chính đáng hay không có lý do chính đáng, Tòa án phải hoãn phiên tòa theo quy định. Tuy nhiên, Tòa án cấp phúc thẩm cho rằng đại diện của Eximbank đã được triệu tập hợp lệ lần thứ hai mà vẫn vắng mặt không vì lý do bất khả kháng, từ đó ra quyết định đình chỉ xét xử phúc thẩm là không đúng; việc Tòa án cấp phúc thẩm ra quyết định đình chỉ xét xử phúc thẩm là vi phạm nghiêm trọng thủ tục tố tụng, làm ảnh hưởng đến quyền, lợi ích hợp pháp của đương sự.

### Quyết định
Từ nhận định này, Hội đồng Thẩm phán Tòa án nhân dân tối cao ra quyết định: chấp nhận quyết định kháng nghị của Chánh án Tòa án nhân dân tối cao; hủy quyết định đình chỉ xét xử phúc thẩm Tòa án nhân dân cấp cao tại Thành phố Hồ Chí Minh và hủy bản án kinh doanh, thương mại sơ thẩm của Tòa án nhân dân Thành phố Hồ Chí Minh; giao hồ sơ vụ án cho Tòa án nhân dân Thành phố Hồ Chí Minh xét xử lại theo thủ tục sơ thẩm đúng quy định của pháp luật.